# Тимофеево (Калининградская область)
Тимофе́ево (до 1938 года нем. Wedereitischken, в 1938—1946 годах нем. Sandkirchen) — посёлок в Краснознаменском районе Калининградской области. Был административным центром упразднённого в 2016 году Алексеевского сельского поселения.

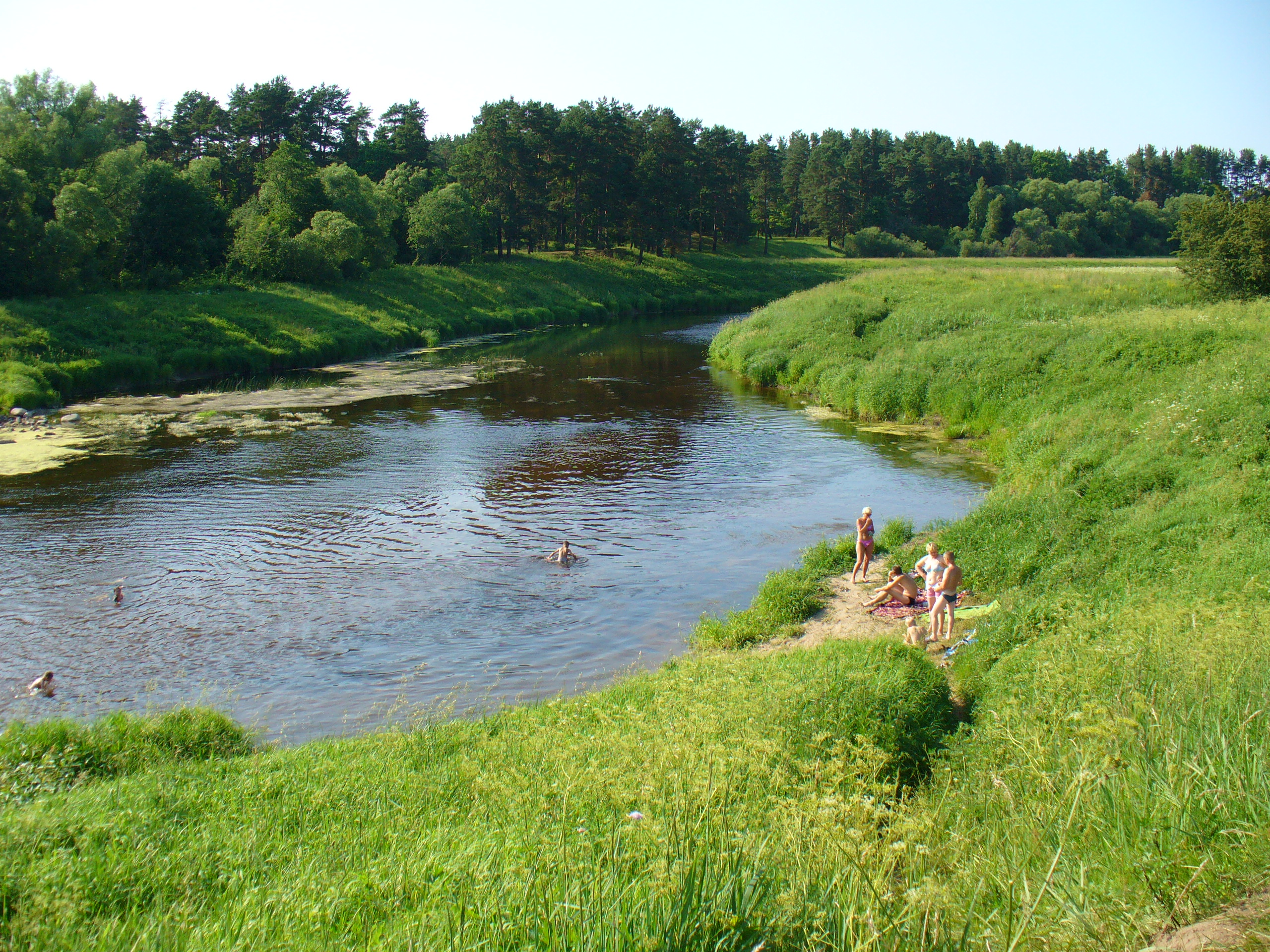
Купание в реке Шешупе у пос. Тимофеево

## География
Посёлок стоит на левом берегу реки Шешупа, в 18 км к юго-востоку от города Неман и в 13 км к северо-западу от районного центра Краснознаменска.

## История
22 декабря 1907 года в Ведерайтишкене был освящена лютеранская церковь с поэтическим названием Занденкирхе — «Церковь на песке».
В 1938 году властями гитлеровской Германии название Ведерайтишкен было заменено чисто немецким названием Зандкирхен (по основной достопримечательности) в рамках кампании по упразднению в Восточной Пруссии топонимики литовского происхождения.
До 1945 года населённый пункт входил в состав Восточной Пруссии, Германия. С 1945 года входил в состав РСФСР СССР. Ныне в составе России. В 1946 году переименован в Тимофеево. Русское название дано советскими переселенцами в память о родном селе.

## Население
| 1867 | 1885 | 1910 | 1933 | 1939 | 2002 | 2010 |
| ---- | ---- | ---- | ---- | ---- | ---- | ---- |
| 247  | ↘221 | ↗248 | ↗297 | ↗336 | ↗414 | ↗420 |

## Социальная сфера

### Учреждения образования
- Основная общеобразовательная школа

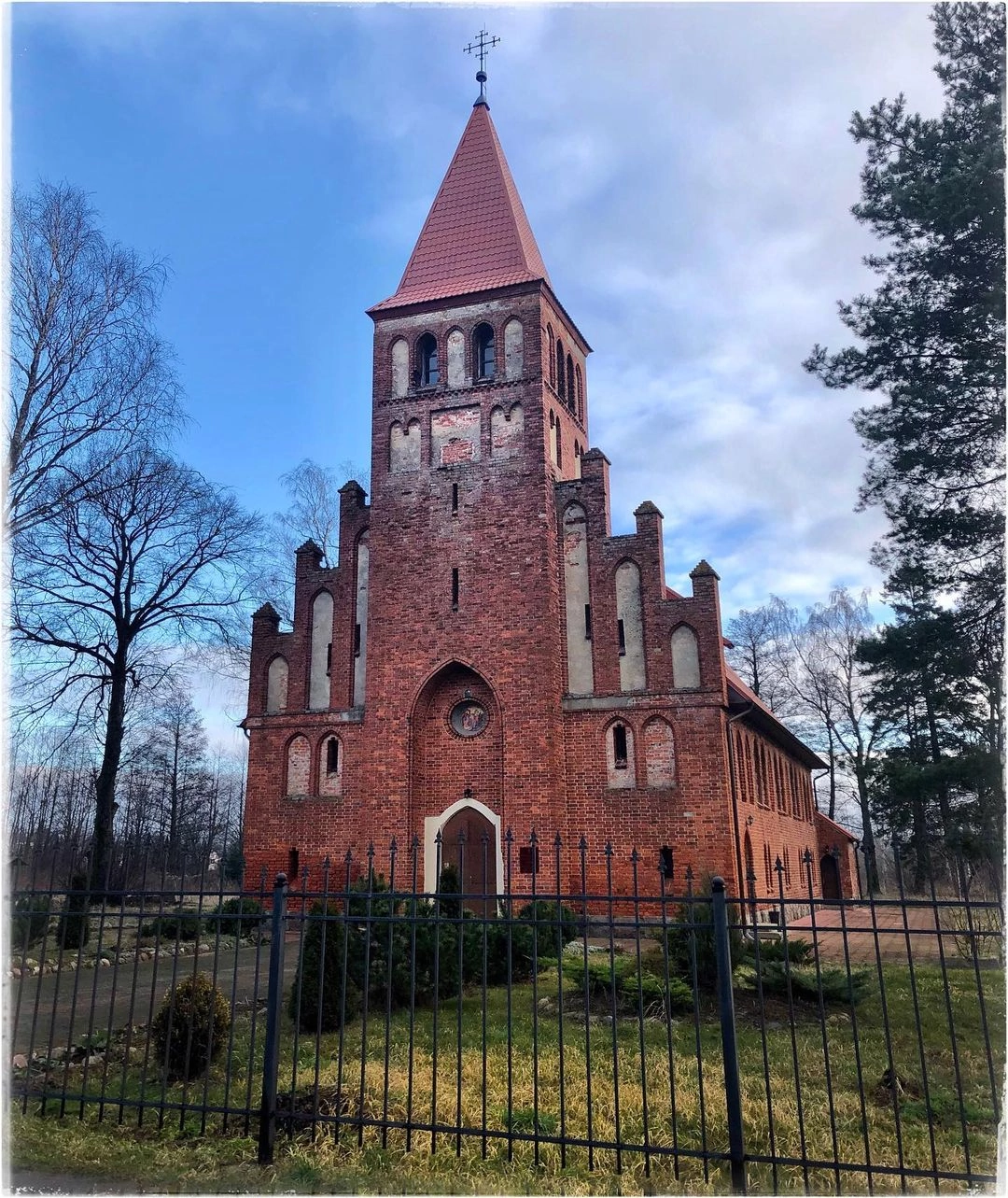
Свято-Введенский храм

## Достопримечательности
В посёлке находится Свято-Введенский храм (переосвящен в православную церковь в 2008 году), в здании реставрированной кирхи 1907 года.
- Фотография разрушенной кирхи